# Rufus Thomas
Pour les articles homonymes, voir Thomas.
Rufus C. Thomas Jr., né le 26 mars 1917 à Cayce, Mississippi, et mort le 15 décembre 2001 à Memphis, Tennessee, est un compositeur et chanteur américain de blues, de rhythm and blues, de soul et de funk.
En solo ou avec sa fille Carla, Rufus Thomas est l'un des fondateurs du rhythm 'n' blues moderne. Il est connu pour avoir créé les classiques « animaliers » Bear Cat (1953), Walking the Dog (1963) et Do the Funky Chicken (1969), inventant presque à chaque chanson de nouveaux pas de danse.

## Biographie

### Les débuts
Rufus Thomas, né dans une communauté rurale du Mississippi, est fils d'un métayer. Sa mère est une « femme d'église ». Sa famille s'installe à Memphis vers 1920. Il commence sa carrière de chanteur pittoresque dans les années 1930 avec les Rabbits Foot Minstrels, où il joue des claquettes, de la comédie et chante du scat.
Au début des années 1940, il commence à écrire et à interpréter ses propres chansons. Il fait ses débuts de chanteur professionnel au Elks Club sur Beale Street. À la fin des années 1940, il se produit dans plusieurs clubs de Memphis et organise des manifestations pour jeunes chanteurs qui permettront de découvrir, entre autres, Bobby Blue Bland, Little Junior Parker ou B.B. King,,.
En 1950, interprète déjà bien établi à Memphis, Thomas enregistre son premier single 78 tours pour le petit label Star Talent de Dallas. Il enregistre également pour le label Bullet à Nashville avec l'orchestre de Bobby Plater, où il est surnommé « Mr. Swing ». En 1951, il fait ses premiers enregistrements au studio de Sam Phillips à Memphis (qui ne s'appelle par encore Sun) pour le label Chess.
Toujours en 1951, il commence à travailler comme disc jokey à la station de radio WDIA, où il anime l'après-midi une émission de rhythm & blues appelée Hoot and Holler. Thomas prétend être le premier DJ noir à jouer des disques d'Elvis Presley, avant que la police ne le fasse arrêter en raison de la ségrégation.
Sa célébrité dans le sud est telle qu'en 1953, à la suggestion de Sam Phillips, il enregistre Bear Cat pour Sun, une chanson avec un titre idiot qui parodie le hit Hound Dog de Big Mama Thornton. Le disque devient le premier succès national du label, atteignant la 3e place du classement R&B de Billboard. D'après le magazine, il s'agit de « la réponse chantée la plus rapide jamais mise sur le marché ».
Thomas n'enregistre plus jusqu'en 1956, quand il sort le single I'm Steady Holdin' On pour le label Meteor des frères Bihari. Parmi les musiciens qui l'accompagnent se trouve le bassiste Lewie Steinberg, plus tard membre de Booker T. and the M.G.'s.

### L'âge d'or: les années Stax
En 1960, Rufus Thomas réalise ses premiers enregistrements avec sa fille de 17 ans Carla, pour le label Satellite à Memphis, qui change son nom en Stax l'année suivante. La chanson 'Cause I Love You, avec un rythme emprunté à Ooh Poo Pa Doo de Jesse Hill, est un succès régional. Les musiciens incluent Marvell, le fils de Thomas, Lewie Steinberg et Booker T. Jones, alors âgé de 16 ans. Le succès de ce disque permet à Stax de signer un contrat de production et de distribution avec Atlantic.

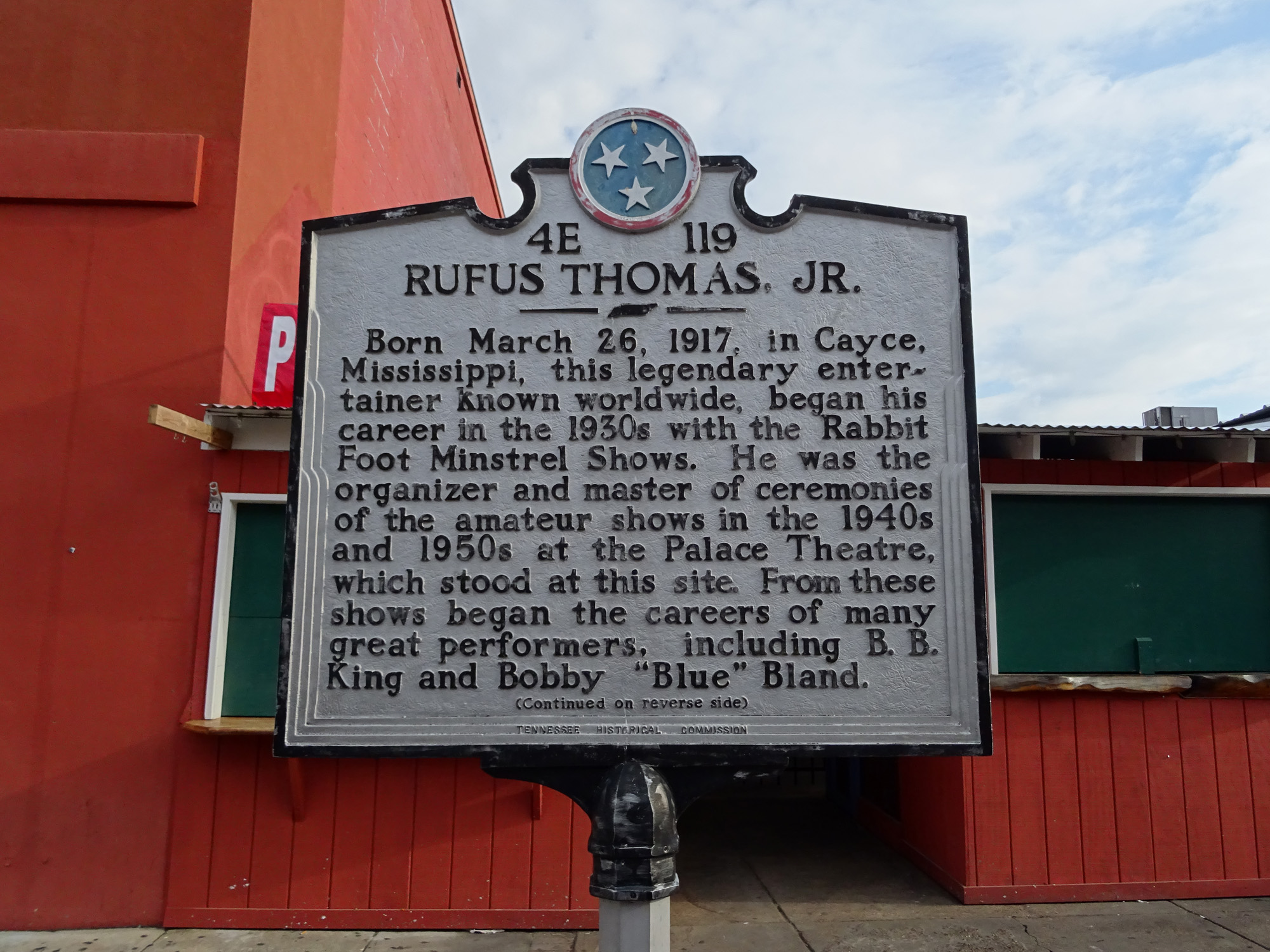
Plaque commémorative sur le Mississippi Blues Trail à Byhalia.

Thomas continue à enregistrer pour le label après que le disque de Carla, Gee Whiz (Look at His Eyes), ait atteint le palmarès R&B national en 1961,. Il obtient son propre succès avec The Dog, une chanson qu'il improvise sur une ligne de basse de Willie Mitchell, avec des imitations d'un chien qui aboie. 
Il est suivi en 1963 du célèbre Walking the Dog, conçu par Tom Dowd d'Atlantic, qui rencontre un grand succès aux États-Unis, atteignant la 10e place du classement Billboard Hot 100. Il est repris, par la suite, par The Rolling Stones, The Sonics, Aerosmith ou The Cramps.
Thomas exploite ensuite ce registre avec plus ou moins de réussite, élargissant son bestiaire avec Can Your Monkey Do the Dog, Somebody Stole My Dog, Do the Funky Chicken puis, en 1971, Do the Funky Penguin. Ces titres sont marqués par une base rythmique très marquée et entraînante se prêtant particulièrement bien aux prestations scéniques en direct, notamment en raison des sections de cuivre prononcées.
Il devient également un mentor pour les jeunes stars de Stax, donnant des conseils sur les mouvements de scène à des artistes comme Otis Redding, qui enregistre d'ailleurs un album en duo avec sa fille Carla.
Thomas travaille régulièrement avec les producteurs Al Bell et Tom Nixon, avec qui il obtient, en 1970, son unique no 1 R&B avec une autre chanson de danse, (Do the) Push and Pull. The Breakdown, sorti l'année suivante, se classe no 2. Il participe également au fameux concert de Wattstax.

### L'après Stax
Après la faillite de Stax en 1975, Thomas continue à enregistrer et à faire des tournées internationales, se présentant comme « l'adolescent le plus âgé du monde » et « l'homme vivant le plus funky ». Il « s'inspire de son expérience du vaudeville pour mettre [ses chansons] sur scène avec un jeu de jambes fantaisiste qui démontre une agilité remarquable pour un homme bien dans la cinquantaine », et se produit généralement « vêtu d'une garde-robe de pantalons chauds, de bottes et capes, tous aux couleurs sauvages ».
Il poursuit son rôle de DJ sur WDIA jusqu'en 1974, puis travaille pendant un temps à WLOK, avant de retourner à WDIA au milieu des années 1980 pour co-animer un show consacré au blues. Il apparaît régulièrement à la télévision et enregistre des albums pour divers labels. Thomas se produit souvent au Porretta Soul Festival à Porretta Terme en Italie ; l'amphithéâtre extérieur dans lequel il se produit est plus tard rebaptisé « Rufus Thomas Park ».
Il joue un rôle important dans la réunion de Stax en 1988 et il apparaît dans le film Mystery Train de Jim Jarmusch en 1989, dans le film Cookie's Fortune de Robert Altman en 1999 et dans le documentaire Only the Strong Survive de D. A. Pennebaker.

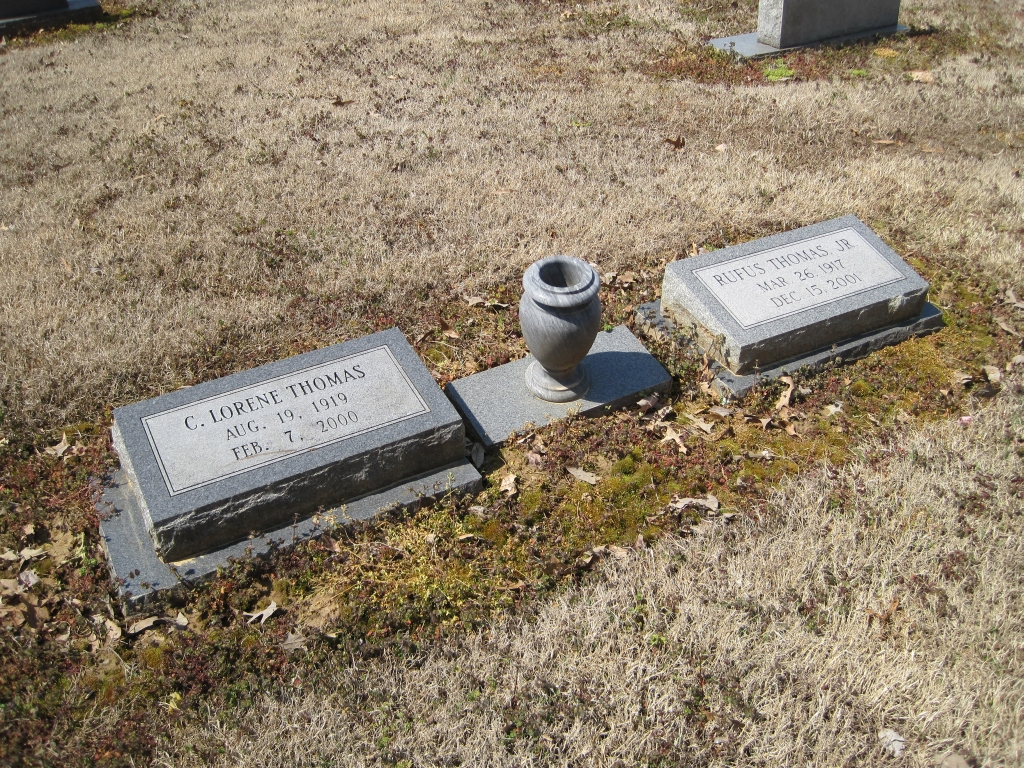
La tombe de Lorene et Rufus Thomas dans le New Park Cemetery de Memphis.

En 1996, il se produit, avec Ann Peebles et William Bell, lors de trois concerts durant les Jeux olympiques d'Atlanta. En 1997, pour commémorer son 80e anniversaire, la ville de Memphis renomme « boulevard Rufus-Thomas »  la Hernando Street, une rue perpendiculaire à Beale Street.
Il reçoit un Pioneer Award de la Rhythm and Blues Foundation en 1992 et un prix de l'ASCAP pour l'ensemble de sa carrière en 1997. Il est intronisé au Blues Hall of Fame en 2001. Thomas est honoré d'une plaque sur le Mississippi Blues Trail à Byhalia.
Rufus Thomas meurt d'une insuffisance cardiaque le 15 décembre 2001 à l'hôpital St. Francis de Memphis, à l'âge de 84 ans. Il est enterré au New Park Cemetery à côté de sa femme Lorene.
Le 25 juin 2019, le New York Times Magazine répertorie Rufus Thomas parmi les centaines d'artistes dont le matériel aurait été détruit dans l'incendie d'Universal en 2008.

## Discographie

### Singles
- 1953 : Bear Cat (Sun)
- 1953 : Tiger man (Sun)
- 1959 : Carla and Rufus : 'Cause I Love you (Satellite)
- 1959 : I Didn't Believe' (Atco)
- 1963 : Can't Ever Let You Go (Stax)
- 1963 : The Dog (Stax) - no 22 R&B / no 87 pop
- 1963 : Walking the Dog (Stax) - no 5 R&B / no 10 pop
- 1963 :  Can Your Monkey Do the Dog (Stax) - no 12 R&B / no 48 pop
- 1963 : Somebody Stole My Dog (Stax) - no 86 pop
- 1964 : Rufus & Carla : That's Really Some Good (Stax)
- 1964 : Jump Back (Stax) - no 49 R&B
- 1964 : Little Sally Walker (Stax)
- 1964 : Willy Nilly (Stax)
- 1964 : Rufus et Carla Thomas : When You Move You Lose (Stax)
- 1964 : The World Is Round (Stax)
- 1964 : Rufus et Carla Thomas : Birds and Bees (Stax)
- 1964 : Sister's Got a Boyfriend (Stax)
- 1967 : Sophisticated Sissy (Stax) - no 43 R&B
- 1967 : Down 'ta My House (Stax)
- 1968 : The Memphis Train (Stax)
- 1968 : Funky Mississippi (Stax)
- 1968 : Funky Way (Stax)
- 1970 : Do the Funky Chicken (Stax) - no 5 R&B / no 28 pop / no 18 UK
- 1970 : The Preacher and the Bear (Stax)
- 1970 : (Do the) Push and Pull (part 1) (Stax) - no 1 R&B / no 25 pop
- 1971 : The World Is Round (Stax) - no 34 R&B
- 1971 : The Breakdown (part 1) (Stax) - no 2 R&B / no 31 pop
- 1971 : The Funky Penguin (part 1) (Stax) - no 11 R&B / no 44 pop
- 1971 - 6-3-8 (That's the Number To Play) (Stax)
- 1973 : Itch and Scratch (part 1) (Stax)
- 1973 : The Funky Robot (Stax)
- 1973 : I Know (I Love You So) (Stax)
- 1973 : I'll Be Your Santa Baby (Stax)
- 1973 : The Funky Bird (Stax)
- 1973 : Boogie Ain't Nuttin' (part 1) (Stax) - no 63 R&B
- 1973 : Do the Double Bump (part 1) (Stax) - no 74 R&B
- 1973 : Jump Back '75 (part 1) (Stax)
- 1976 : If There Were No Music (Artists of America)
- 1977 : Who's Making Love to Your Old Lady (AVI)
- 1977 : I Ain't Gittin' Older, I'm Gittin' Better (Part 1) (AVI)
- 1978 : Fried Chicken (Hi)
- 1981 : Everybody Cried (The Day Disco Died) (XL)
- 1984 : Rappin' Rufus (Ichiban)
- 1998 : Hey Rufus! (High Stacks)

### Albums
- 1963 - LP : Five on Eight (Cameo)
- 1964 - LP : Walking the Dog (Stax)
- 1969 - LP : Funky Chicken (Stax)
- 1969 - LP : May I Have Your Ticket Please (Stax)
- 1970 - LP : Do the Funky Chicken (Stax)
- 1971 - LP : Doing the Push and Pull « At. P.J.'S » (Stax)
- 1973 - LP : Did You Hear Me (Stax)
- 1973 - LP : The Crown Prince of Dance (Stax)
- 1977 - LP : If There Were No Music (Avi)
- 1977 - LP : I Ain't Gettin' Older, I'm Gettin' Better (Avi)
- 1980 - LP : Rufus Thomas' (Gusto)
- 1984 - LP : Jump Back (Edsel)
- 1988 - LP : That Woman Is Poison (Alligator)
- 1992 - CD : Can't Get Away From this Dog (Ace)
- 1995 - CD : Rufus Thomas Live (Stax)
- 1996 - CD : Blues Thang ! (Sequel)
- 1996 - CD : Do the Funky Somethin (compilation)
- 1998 - CD : Rufus Live ! (Ecko)
- 1999 - CD : Swing Out With Rufus (High Stacks)
- 2005 - CD : Stax Profiles (Stax)

## Les différentes reprises deWalking the dog

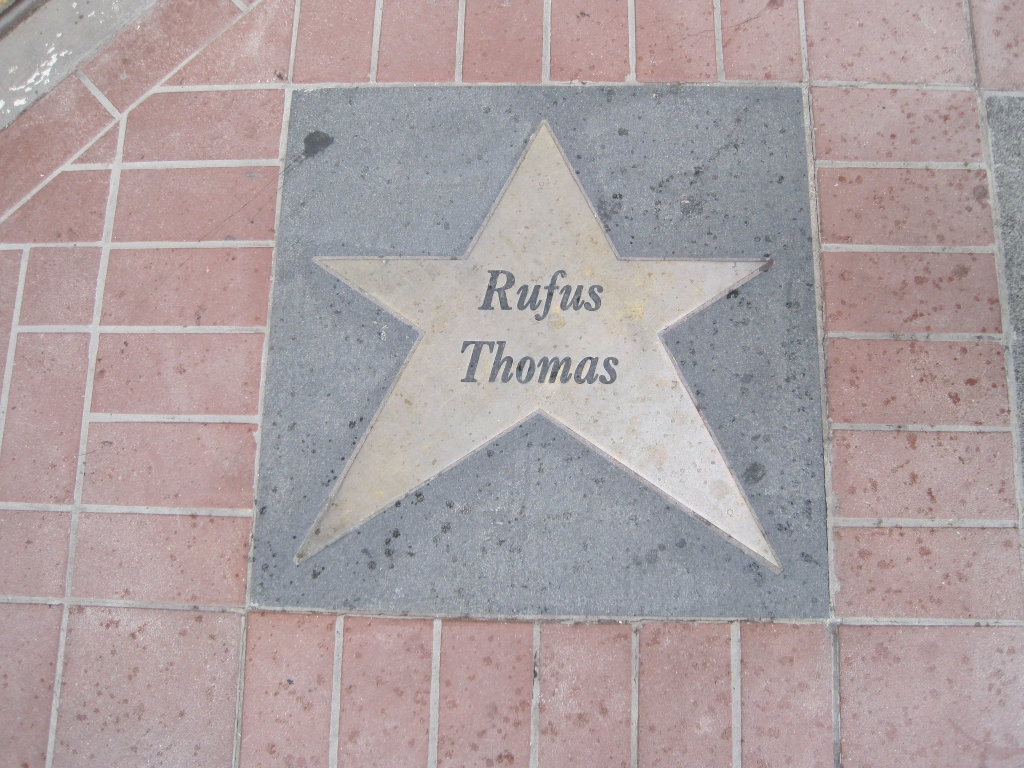
Walk of fame au nom de Thomas au théâtre Orpheum à Memphis

- 1964 - The Sonics
- 1964 - The Rolling Stones
- 1964 - Tommy Tucker
- 1965 - Everly Brothers
- 1966 - Mitch Ryder & The Detroit Wheels
- 1969 - King Curtis
- 1972 - Randy California
- 1973 - Aerosmith
- 1974 - Roger Daltrey
- 1976 - Flamin' Groovies
- 1977 - Carl Mann
- 1980 - Steve Marriott
- 1982 - Magic Slim & The Teardrops
- 1983 - Ratt
- 1991 - Arno

## Apparitions dans des films
- Mystery Train, de Jim Jarmusch, 1989
- Cookie's Fortune, de Robert Altman, 1999
- Only the Strong Survive, documentaire de Donn Alan Pennebaker , 2002 [13]
- Quentin Tarantino lui rend hommage dans Kill Bill : Volume 2 , 2004. Le pianiste du mariage s'appelle Rufus et mentionne avoir joué avec Rufus Thomas.